# جنگ شیمیایی
جنگ شیمیایی، استفاده از خصوصیاتِ سمیِ مواد شیمیایی برای بکارگیری در یک جنگ‌افزار شیمیایی در یک جنگ است. این گونه جنگ، متفاوت از جنگ هسته‌ای و جنگی بیولوژیکی است. هر سه گونهٔ نظامیِ سلاحِ هسته‌ای، بیولوژیکی و شیمیایی بعنوانِ سلاح‌های کشتارجمعی در نظر گرفته شده‌اند.

## تعریف
جنگِ شیمیایی تعریفِ خاصِ خود را دارد و با جنگ‌افزار متعارف یا جنگ‌افزار هسته‌ای متفاوت است. هرگونه استفادهٔ تهاجمی از ارگانیسم‌های زنده (مانند سیاه زخم) بعنوانِ جنگ بیولوژیکی در نظر گرفته می‌شود. با این حال، استفاده از فراورده‌های سمی غیرزندهٔ تولید شده توسطِ موجوداتِ زنده (مانندِ موادِ سمییی همچون سم بوتولینوم, رایسین و ساکسیتوکسین) تحتِ مقرراتِ کنوانسیونِ سلاح‌های شیمیاییی(CWC) بعنوانِ سلاح‌های شیمیایی در نظر گرفته می‌شوند. بر اساسِ این کنوانسیون، هر گونه مواد شیمیاییِ سمی صرف نظر از منشاء آن یک سلاح شیمیایی در نظر گرفته شده‌ است. مگر آنکه برای مقاصدی بهره‌گیری شوند که ممنوع نیست.

## بمباران شیمیایی

### فاجعهٔ سردشت
بمبارانِ شیمیاییِ شهر سردشت توسطِ نیروی هوایی عراق در ۷ تیر۱۳۶۶ و با استفاده از بمب‌های شیمیایی در چهار نقطه پر ازدحام شهر سردشت (از توابع استان آذربایجان غربی) انجام شد. در این حمله ۱۱۰ نفر از ساکنان غیرنظامی شهر کشته و ۸۰۰۰ تن دیگر نیز در معرض گازهای سمی قرار گرفتند و مسموم شدند.  هنوز آثارِ ناهنجارِ آن بر آنان و بر کلِ شهر باقی است.

## همچنین ببینید
- کشتار حلبچه
- علی حسن المجید
- جنگ بیولوژیک
- جنگ‌افزار شیمیایی
- سردشت: فاجعهٔ حملهٔ شیمیاییِ صدام حسین به شهر سردشت.
- سلاح کشتارجمعی
- سیکلون ب
- علی شیمیایی
- جنگ مدرن

## خوانشِ بیشتر
- Leo P. Brophy and George J. B. Fisher; The Chemical Warfare Service: Organizing for War Office of the Chief of Military History, 1959; L. P. Brophy, W. D. Miles and C. C. Cochrane, The Chemical Warfare Service: From Laboratory to Field (1959); and B. E. Kleber and D. Birdsell, The Chemical Warfare Service in Combat (1966). official US history;
- Gordon M. Burck and Charles C. Flowerree; International Handbook on Chemical Weapons Proliferation 1991
- L. F. Haber. The Poisonous Cloud: Chemical Warfare in the First World War Oxford University Press: 1986
- James W. Hammond Jr; Poison Gas: The Myths Versus Reality Greenwood Press, 1999
- Jiri Janata, Role of Analytical Chemistry in Defense Strategies Against Chemical and Biological Attack بایگانی‌شده  در ۱۳ آوریل ۲۰۲۲ توسط Wayback Machine, Annual Review of Analytical Chemistry, 2009
- Ishmael Jones, The Human Factor: Inside the CIA's Dysfunctional Intelligence Culture, Encounter Books, New York 2008, revised 2010, ISBN 978-1-59403-382-7. WMD espionage.
- Benoit Morel and Kyle Olson; Shadows and Substance: The Chemical Weapons Convention Westview Press, 1993
- Adrienne Mayor, "Greek Fire, Poison Arrows & Scorpion Bombs: Biological and Chemical Warfare in the Ancient World" Overlook-Duckworth, 2003, rev ed with new Introduction 2008
- Geoff Plunkett, Chemical Warfare in Australia: Australia's Involvement In Chemical Warfare 1914 - Today, (2nd Edition), 2013.. Leech Cup Books. A volume in the Army Military History Series published in association with the Army History Unit.
- Jonathan B. Tucker. Chemical Warfare from World War I to Al-Qaeda (2006)